# دوارس دور هيت هاجلاند 2023
2023 Dwars door het Hageland (بالفرنسية: À travers le Hageland 2023) هو سباق دراجات هوائية، وهو الموسم الثامن عشر من دوارس دور هيت هاجلاند، وأقيم في 10 يونيو 2023 ضمن سباقات سلسلة سباقات الاتحاد الدولي للدراجات للمحترفين 2023.
فاز بالمركز الأول راسموس تيلر، وفاز بالمركز الثاني Stan Van Tricht ‏، وفاز بالمركز الثالث Florian Vermeersch ‏.

## الفرق
| فرق عالمية (5)- Alpecin-Deceuninck - Cofidis - Intermarché-Circus-Wanty - Soudal Quick-Step - Arkéa-Samsic فرق برو (6)- بولتون إكوتيز بلاك سبوك برو سايكلنج 2023 ‏ - Israel-Premier Tech - Lotto Dstny - سبورت فلاندرين بالويس ‏ - تيم نوفو نورديسك ‏ - أونو اكس برو سايكلنج تيم 2023 ‏ فرق قارية (4)- Parkhotel Valkenburg CT ‏ - Baloise–Trek Lions ‏ - سوبرانو هام ايزوريكس 2023 ‏ - فولكر ويسيلز سيكلينج تيم 2023 ‏ |  |
| |  |

## المشاركون
| Alpecin-Deceuninck ADC     | Alpecin-Deceuninck ADC | Alpecin-Deceuninck ADC |
| -------------------------- | ---------------------- | ---------------------- |
| م                          | عداء                   | مرتبة                  |
| 1                          | ماثيو فان دير بيل      | 13                     |
| 2                          | يجف دي بوندت           | لم يكمل السباق         |
| 3                          | Maurice Ballerstedt ‏   | لم يكمل السباق         |
| 4                          | Timo Kielich ‏          | 22                     |
| 6                          | Axel Laurance ‏         | لم يكمل السباق         |
| 7                          | جياني فرميش            | 26                     |
| مدير الرياضة: Bart Leysen ‏ |                        |                        |

| Intermarché-Circus-Wanty ICW  | Intermarché-Circus-Wanty ICW | Intermarché-Circus-Wanty ICW |
| ----------------------------- | ---------------------------- | ---------------------------- |
| م                             | عداء                         | مرتبة                        |
| 11                            | Sven Erik Bystrøm ‏           | لم يكمل السباق               |
| 12                            | ايمي دي جندت                 | لم يكمل السباق               |
| 13                            | آرنه ماريت ‏                  | لم يكمل السباق               |
| 14                            | بابتيست بلانكايرت            | لم يكمل السباق               |
| 15                            | Laurenz Rex ‏                 | لم يكمل السباق               |
| 16                            | Laurens Huys ‏                | 16                           |
| 17                            | لويك فليجن                   | 6                            |
| مدير الرياضة: Steven De Neef ‏ |                              |                              |

| Soudal Quick-Step SOQ   | Soudal Quick-Step SOQ | Soudal Quick-Step SOQ |
| ----------------------- | --------------------- | --------------------- |
| م                       | عداء                  | مرتبة                 |
| 21                      | يفيس لامارت           | 4                     |
| 22                      | كاسبر بيدرسين         | 17                    |
| 23                      | Jannik Steimle ‏       | لم يكمل السباق        |
| 24                      | Tim Declercq ‏         | 18                    |
| 25                      | Stan Van Tricht ‏      | 2                     |
| 26                      | مايكل موركوف          | لم يكمل السباق        |
| 27                      | Louis Vervaeke ‏       | لم يكمل السباق        |
| مدير الرياضة: توم ستيلز |                       |                       |

| Cofidis COF                     | Cofidis COF               | Cofidis COF    |
| ------------------------------- | ------------------------- | -------------- |
| م                               | عداء                      | مرتبة          |
| 31                              | André Carvalho (cyclist) ‏ | 23             |
| 32                              | دافيد سيمولاي             | لم يكمل السباق |
| 33                              | Alexandre Delettre ‏       | لم يكمل السباق |
| 34                              | سيموني كونسوني            | 21             |
| 35                              | Wesley Kreder ‏            | لم يكمل السباق |
| 37                              | Jelle Wallays ‏            | لم يكمل السباق |
| مدير الرياضة: Thierry Marichal ‏ |                           |                |

| Lotto Dstny LTD            | Lotto Dstny LTD     | Lotto Dstny LTD |
| -------------------------- | ------------------- | --------------- |
| م                          | عداء                | مرتبة           |
| 41                         | فريدريك فريزون      | 14              |
| 42                         | سيباستيان غرينيار ‏  | لم يكمل السباق  |
| 43                         | Jarne Van de Paar ‏  | لم يكمل السباق  |
| 44                         | Arjen Livyns ‏       | لم يكمل السباق  |
| 45                         | Mathijs Paasschens ‏ | 20              |
| 46                         | Liam Slock ‏         | لم يكمل السباق  |
| 47                         | Florian Vermeersch ‏ | 3               |
| مدير الرياضة: نيكولاس مايس |                     |                 |

| Arkéa-Samsic ARK        | Arkéa-Samsic ARK    | Arkéa-Samsic ARK |
| ----------------------- | ------------------- | ---------------- |
| م                       | عداء                | مرتبة            |
| 51                      | جينثي بيرمانز ‏      | 8                |
| 52                      | دايفيد ديكر         | لم يكمل السباق   |
| 53                      | هوغو هوفستيتر       | 15               |
| 54                      | Thibault Guernalec ‏ | لم يكمل السباق   |
| 55                      | لوران بيشون         | لم يكمل السباق   |
| 56                      | ألان ريو ‏           | لم يكمل السباق   |
| 57                      | كليمنت روسو         | لم يكمل السباق   |
| مدير الرياضة: Yvon Caër‏ |                     |                  |

| بلاك سبوك برو سايكلنج ‏ BEB             | بلاك سبوك برو سايكلنج ‏ BEB         | بلاك سبوك برو سايكلنج ‏ BEB |
| -------------------------------------- | ---------------------------------- | -------------------------- |
| م                                      | عداء                               | مرتبة                      |
| 61                                     | Josh Burnett ‏                      | لم يكمل السباق             |
| 62                                     | ريان كريستنسن                      | لم يكمل السباق             |
| 63                                     | James Fouché ‏                      | لم يكمل السباق             |
| 64                                     | Tom Sexton (cyclist) ‏              | لم يكمل السباق             |
| 65                                     | جاكوب سكوت ‏                        | 27                         |
| 66                                     | أولي جونز ‏                         | لم يكمل السباق             |
| 67                                     | Paul Wright (New Zealand cyclist) ‏ | لم يكمل السباق             |
| مدير الرياضة: Franky Van Haesebroucke ‏ |                                    |                            |

| Israel-Premier Tech IPT  | Israel-Premier Tech IPT | Israel-Premier Tech IPT |
| ------------------------ | ----------------------- | ----------------------- |
| م                        | عداء                    | مرتبة                   |
| 71                       | سيب فانمارك             | لم يكمل السباق          |
| 72                       | Omer Goldstein ‏         | لم يكمل السباق          |
| 73                       | جياكومو نيزولو          | لم يكمل السباق          |
| 74                       | إيتامار أينهورن         | لم يكمل السباق          |
| 75                       | توم فان أسبروك          | 9                       |
| 76                       | سيمون كلارك             | 5                       |
| 77                       | Oded Kogut ‏             | لم يكمل السباق          |
| مدير الرياضة: ديرك ديمول |                         |                         |

| سبورت فلاندرين بالويس ‏ TFB    | سبورت فلاندرين بالويس ‏ TFB | سبورت فلاندرين بالويس ‏ TFB |
| ----------------------------- | -------------------------- | -------------------------- |
| م                             | عداء                       | مرتبة                      |
| 81                            | Ruben Apers ‏               | لم يكمل السباق             |
| 82                            | Vito Braet ‏                | لم يكمل السباق             |
| 83                            | أليكس كولمان ‏              | 24                         |
| 84                            | Sander De Pestel ‏          | 11                         |
| 85                            | Lindsay De Vylder ‏         | لم يكمل السباق             |
| 86                            | Vincent Van Hemelen ‏       | لم يكمل السباق             |
| 87                            | Ward Vanhoof ‏              | لم يكمل السباق             |
| مدير الرياضة: والتر بلانكايرت |                            |                            |

| تيم نوفو نورديسك ‏ TNN            | تيم نوفو نورديسك ‏ TNN              | تيم نوفو نورديسك ‏ TNN |
| -------------------------------- | ---------------------------------- | --------------------- |
| م                                | عداء                               | مرتبة                 |
| 91                               | Hamish Beadle ‏                     | لم يكمل السباق        |
| 92                               | Declan Irvine ‏                     | لم يكمل السباق        |
| 93                               | Matyáš Kopecký ‏                    | 10                    |
| 94                               | Péter Kusztor ‏                     | لم يكمل السباق        |
| 95                               | Andrea Peron (cyclist, born 1988) ‏ | لم يكمل السباق        |
| 96                               | Umberto Poli (cyclist) ‏            | لم يكمل السباق        |
| 97                               | Filippo Ridolfo ‏                   | لم يكمل السباق        |
| مدير الرياضة: Massimo Podenzana ‏ |                                    |                       |

| أونو-إكس موبيليتي ‏ UXT        | أونو-إكس موبيليتي ‏ UXT | أونو-إكس موبيليتي ‏ UXT |
| ----------------------------- | ---------------------- | ---------------------- |
| م                             | عداء                   | مرتبة                  |
| 101                           | ألكسندر كريستوف        | 19                     |
| 102                           | Louis Bendixen ‏        | لم يكمل السباق         |
| 103                           | William Blume Levy ‏    | لم يكمل السباق         |
| 104                           | جوناس إبراهمسين ‏       | لم يكمل السباق         |
| 105                           | Erik Resell ‏           | 12                     |
| 106                           | راسموس تيلر (طريق)     | 1                      |
| 107                           | Søren Wærenskjold ‏     | 7                      |
| مدير الرياضة: كريستيان أندرسن |                        |                        |

| Baloise–Trek Lions ‏ TBL | Baloise–Trek Lions ‏ TBL | Baloise–Trek Lions ‏ TBL |
| ----------------------- | ----------------------- | ----------------------- |
| م                       | عداء                    | مرتبة                   |
| 112                     | NED                     | لم يكمل السباق          |
| 114                     | Dietmar Ledegen‏         | لم يكمل السباق          |
| 115                     | Daan Mariën‏             | لم يكمل السباق          |
| 116                     | Joris Nieuwenhuis ‏      | لم يكمل السباق          |
| 117                     | Pim Ronhaar ‏            | 25                      |

| Parkhotel Valkenburg CT ‏ ABC | Parkhotel Valkenburg CT ‏ ABC | Parkhotel Valkenburg CT ‏ ABC |
| ---------------------------- | ---------------------------- | ---------------------------- |
| م                            | عداء                         | مرتبة                        |
| 121                          | NED                          | لم يكمل السباق               |
| 122                          | Nils Sinschek ‏               | لم يكمل السباق               |
| 123                          | Otto van Zanden‏              | لم يكمل السباق               |
| 124                          | Luuk Herben ‏                 | لم يكمل السباق               |
| 125                          | كالوم مكليود‏                 | 28                           |
| 126                          | فرانك فان دن بروك ‏           | لم يكمل السباق               |

| سوبرانو هام ايزوريكس ‏ TIS   | سوبرانو هام ايزوريكس ‏ TIS | سوبرانو هام ايزوريكس ‏ TIS |
| --------------------------- | ------------------------- | ------------------------- |
| م                           | عداء                      | مرتبة                     |
| 131                         | تيموثي دوبونت             | لم يكمل السباق            |
| 132                         | Jonas Geens ‏              | لم يكمل السباق            |
| 133                         | Brent Van De Kerkhove ‏    | لم يكمل السباق            |
| 134                         | Andreas Goeman‏            | لم يكمل السباق            |
| 135                         | Thomas Joseph ‏            | لم يكمل السباق            |
| 136                         | Jacob Relaes‏              | لم يكمل السباق            |
| 137                         | Mauro Verwilt ‏            | لم يكمل السباق            |
| مدير الرياضة: Danny De Bie ‏ |                           |                           |

| فولكر ويسيلز سيلينج تيم ‏ VWE | فولكر ويسيلز سيلينج تيم ‏ VWE | فولكر ويسيلز سيلينج تيم ‏ VWE |
| ---------------------------- | ---------------------------- | ---------------------------- |
| م                            | عداء                         | مرتبة                        |
| 141                          | Rindert Buiter‏               | لم يكمل السباق               |
| 142                          | GBR                          | لم يكمل السباق               |
| 143                          | NED                          | لم يكمل السباق               |
| 144                          | NED                          | لم يكمل السباق               |
| 145                          | Daan van Sintmaartensdijk ‏   | لم يكمل السباق               |
| 146                          | Peter Schulting ‏             | لم يكمل السباق               |
| 147                          | Thimo Willems ‏               | لم يكمل السباق               |
| مدير الرياضة: Dries Klein ‏   |                              |                              |

| Alpecin-Deceuninck ADC     | Alpecin-Deceuninck ADC | Alpecin-Deceuninck ADC |
| -------------------------- | ---------------------- | ---------------------- |
| م                          | عداء                   | مرتبة                  |
| 1                          | ماثيو فان دير بيل      | 13                     |
| 2                          | يجف دي بوندت           | لم يكمل السباق         |
| 3                          | Maurice Ballerstedt ‏   | لم يكمل السباق         |
| 4                          | Timo Kielich ‏          | 22                     |
| 6                          | Axel Laurance ‏         | لم يكمل السباق         |
| 7                          | جياني فرميش            | 26                     |
| مدير الرياضة: Bart Leysen ‏ |                        |                        |

| Intermarché-Circus-Wanty ICW  | Intermarché-Circus-Wanty ICW | Intermarché-Circus-Wanty ICW |
| ----------------------------- | ---------------------------- | ---------------------------- |
| م                             | عداء                         | مرتبة                        |
| 11                            | Sven Erik Bystrøm ‏           | لم يكمل السباق               |
| 12                            | ايمي دي جندت                 | لم يكمل السباق               |
| 13                            | آرنه ماريت ‏                  | لم يكمل السباق               |
| 14                            | بابتيست بلانكايرت            | لم يكمل السباق               |
| 15                            | Laurenz Rex ‏                 | لم يكمل السباق               |
| 16                            | Laurens Huys ‏                | 16                           |
| 17                            | لويك فليجن                   | 6                            |
| مدير الرياضة: Steven De Neef ‏ |                              |                              |

| Soudal Quick-Step SOQ   | Soudal Quick-Step SOQ | Soudal Quick-Step SOQ |
| ----------------------- | --------------------- | --------------------- |
| م                       | عداء                  | مرتبة                 |
| 21                      | يفيس لامارت           | 4                     |
| 22                      | كاسبر بيدرسين         | 17                    |
| 23                      | Jannik Steimle ‏       | لم يكمل السباق        |
| 24                      | Tim Declercq ‏         | 18                    |
| 25                      | Stan Van Tricht ‏      | 2                     |
| 26                      | مايكل موركوف          | لم يكمل السباق        |
| 27                      | Louis Vervaeke ‏       | لم يكمل السباق        |
| مدير الرياضة: توم ستيلز |                       |                       |

| Cofidis COF                     | Cofidis COF               | Cofidis COF    |
| ------------------------------- | ------------------------- | -------------- |
| م                               | عداء                      | مرتبة          |
| 31                              | André Carvalho (cyclist) ‏ | 23             |
| 32                              | دافيد سيمولاي             | لم يكمل السباق |
| 33                              | Alexandre Delettre ‏       | لم يكمل السباق |
| 34                              | سيموني كونسوني            | 21             |
| 35                              | Wesley Kreder ‏            | لم يكمل السباق |
| 37                              | Jelle Wallays ‏            | لم يكمل السباق |
| مدير الرياضة: Thierry Marichal ‏ |                           |                |

| Lotto Dstny LTD            | Lotto Dstny LTD     | Lotto Dstny LTD |
| -------------------------- | ------------------- | --------------- |
| م                          | عداء                | مرتبة           |
| 41                         | فريدريك فريزون      | 14              |
| 42                         | سيباستيان غرينيار ‏  | لم يكمل السباق  |
| 43                         | Jarne Van de Paar ‏  | لم يكمل السباق  |
| 44                         | Arjen Livyns ‏       | لم يكمل السباق  |
| 45                         | Mathijs Paasschens ‏ | 20              |
| 46                         | Liam Slock ‏         | لم يكمل السباق  |
| 47                         | Florian Vermeersch ‏ | 3               |
| مدير الرياضة: نيكولاس مايس |                     |                 |

| Arkéa-Samsic ARK        | Arkéa-Samsic ARK    | Arkéa-Samsic ARK |
| ----------------------- | ------------------- | ---------------- |
| م                       | عداء                | مرتبة            |
| 51                      | جينثي بيرمانز ‏      | 8                |
| 52                      | دايفيد ديكر         | لم يكمل السباق   |
| 53                      | هوغو هوفستيتر       | 15               |
| 54                      | Thibault Guernalec ‏ | لم يكمل السباق   |
| 55                      | لوران بيشون         | لم يكمل السباق   |
| 56                      | ألان ريو ‏           | لم يكمل السباق   |
| 57                      | كليمنت روسو         | لم يكمل السباق   |
| مدير الرياضة: Yvon Caër‏ |                     |                  |

| بلاك سبوك برو سايكلنج ‏ BEB             | بلاك سبوك برو سايكلنج ‏ BEB         | بلاك سبوك برو سايكلنج ‏ BEB |
| -------------------------------------- | ---------------------------------- | -------------------------- |
| م                                      | عداء                               | مرتبة                      |
| 61                                     | Josh Burnett ‏                      | لم يكمل السباق             |
| 62                                     | ريان كريستنسن                      | لم يكمل السباق             |
| 63                                     | James Fouché ‏                      | لم يكمل السباق             |
| 64                                     | Tom Sexton (cyclist) ‏              | لم يكمل السباق             |
| 65                                     | جاكوب سكوت ‏                        | 27                         |
| 66                                     | أولي جونز ‏                         | لم يكمل السباق             |
| 67                                     | Paul Wright (New Zealand cyclist) ‏ | لم يكمل السباق             |
| مدير الرياضة: Franky Van Haesebroucke ‏ |                                    |                            |

| Israel-Premier Tech IPT  | Israel-Premier Tech IPT | Israel-Premier Tech IPT |
| ------------------------ | ----------------------- | ----------------------- |
| م                        | عداء                    | مرتبة                   |
| 71                       | سيب فانمارك             | لم يكمل السباق          |
| 72                       | Omer Goldstein ‏         | لم يكمل السباق          |
| 73                       | جياكومو نيزولو          | لم يكمل السباق          |
| 74                       | إيتامار أينهورن         | لم يكمل السباق          |
| 75                       | توم فان أسبروك          | 9                       |
| 76                       | سيمون كلارك             | 5                       |
| 77                       | Oded Kogut ‏             | لم يكمل السباق          |
| مدير الرياضة: ديرك ديمول |                         |                         |

| سبورت فلاندرين بالويس ‏ TFB    | سبورت فلاندرين بالويس ‏ TFB | سبورت فلاندرين بالويس ‏ TFB |
| ----------------------------- | -------------------------- | -------------------------- |
| م                             | عداء                       | مرتبة                      |
| 81                            | Ruben Apers ‏               | لم يكمل السباق             |
| 82                            | Vito Braet ‏                | لم يكمل السباق             |
| 83                            | أليكس كولمان ‏              | 24                         |
| 84                            | Sander De Pestel ‏          | 11                         |
| 85                            | Lindsay De Vylder ‏         | لم يكمل السباق             |
| 86                            | Vincent Van Hemelen ‏       | لم يكمل السباق             |
| 87                            | Ward Vanhoof ‏              | لم يكمل السباق             |
| مدير الرياضة: والتر بلانكايرت |                            |                            |

| تيم نوفو نورديسك ‏ TNN            | تيم نوفو نورديسك ‏ TNN              | تيم نوفو نورديسك ‏ TNN |
| -------------------------------- | ---------------------------------- | --------------------- |
| م                                | عداء                               | مرتبة                 |
| 91                               | Hamish Beadle ‏                     | لم يكمل السباق        |
| 92                               | Declan Irvine ‏                     | لم يكمل السباق        |
| 93                               | Matyáš Kopecký ‏                    | 10                    |
| 94                               | Péter Kusztor ‏                     | لم يكمل السباق        |
| 95                               | Andrea Peron (cyclist, born 1988) ‏ | لم يكمل السباق        |
| 96                               | Umberto Poli (cyclist) ‏            | لم يكمل السباق        |
| 97                               | Filippo Ridolfo ‏                   | لم يكمل السباق        |
| مدير الرياضة: Massimo Podenzana ‏ |                                    |                       |

| أونو-إكس موبيليتي ‏ UXT        | أونو-إكس موبيليتي ‏ UXT | أونو-إكس موبيليتي ‏ UXT |
| ----------------------------- | ---------------------- | ---------------------- |
| م                             | عداء                   | مرتبة                  |
| 101                           | ألكسندر كريستوف        | 19                     |
| 102                           | Louis Bendixen ‏        | لم يكمل السباق         |
| 103                           | William Blume Levy ‏    | لم يكمل السباق         |
| 104                           | جوناس إبراهمسين ‏       | لم يكمل السباق         |
| 105                           | Erik Resell ‏           | 12                     |
| 106                           | راسموس تيلر (طريق)     | 1                      |
| 107                           | Søren Wærenskjold ‏     | 7                      |
| مدير الرياضة: كريستيان أندرسن |                        |                        |

| Baloise–Trek Lions ‏ TBL | Baloise–Trek Lions ‏ TBL | Baloise–Trek Lions ‏ TBL |
| ----------------------- | ----------------------- | ----------------------- |
| م                       | عداء                    | مرتبة                   |
| 112                     | NED                     | لم يكمل السباق          |
| 114                     | Dietmar Ledegen‏         | لم يكمل السباق          |
| 115                     | Daan Mariën‏             | لم يكمل السباق          |
| 116                     | Joris Nieuwenhuis ‏      | لم يكمل السباق          |
| 117                     | Pim Ronhaar ‏            | 25                      |

| Parkhotel Valkenburg CT ‏ ABC | Parkhotel Valkenburg CT ‏ ABC | Parkhotel Valkenburg CT ‏ ABC |
| ---------------------------- | ---------------------------- | ---------------------------- |
| م                            | عداء                         | مرتبة                        |
| 121                          | NED                          | لم يكمل السباق               |
| 122                          | Nils Sinschek ‏               | لم يكمل السباق               |
| 123                          | Otto van Zanden‏              | لم يكمل السباق               |
| 124                          | Luuk Herben ‏                 | لم يكمل السباق               |
| 125                          | كالوم مكليود‏                 | 28                           |
| 126                          | فرانك فان دن بروك ‏           | لم يكمل السباق               |

| سوبرانو هام ايزوريكس ‏ TIS   | سوبرانو هام ايزوريكس ‏ TIS | سوبرانو هام ايزوريكس ‏ TIS |
| --------------------------- | ------------------------- | ------------------------- |
| م                           | عداء                      | مرتبة                     |
| 131                         | تيموثي دوبونت             | لم يكمل السباق            |
| 132                         | Jonas Geens ‏              | لم يكمل السباق            |
| 133                         | Brent Van De Kerkhove ‏    | لم يكمل السباق            |
| 134                         | Andreas Goeman‏            | لم يكمل السباق            |
| 135                         | Thomas Joseph ‏            | لم يكمل السباق            |
| 136                         | Jacob Relaes‏              | لم يكمل السباق            |
| 137                         | Mauro Verwilt ‏            | لم يكمل السباق            |
| مدير الرياضة: Danny De Bie ‏ |                           |                           |

| فولكر ويسيلز سيلينج تيم ‏ VWE | فولكر ويسيلز سيلينج تيم ‏ VWE | فولكر ويسيلز سيلينج تيم ‏ VWE |
| ---------------------------- | ---------------------------- | ---------------------------- |
| م                            | عداء                         | مرتبة                        |
| 141                          | Rindert Buiter‏               | لم يكمل السباق               |
| 142                          | GBR                          | لم يكمل السباق               |
| 143                          | NED                          | لم يكمل السباق               |
| 144                          | NED                          | لم يكمل السباق               |
| 145                          | Daan van Sintmaartensdijk ‏   | لم يكمل السباق               |
| 146                          | Peter Schulting ‏             | لم يكمل السباق               |
| 147                          | Thimo Willems ‏               | لم يكمل السباق               |
| مدير الرياضة: Dries Klein ‏   |                              |                              |

## التصنيف العام النهائي
| التصنيف العام         | التصنيف العام       | التصنيف العام             | التصنيف العام | التصنيف العام |
| العداء                | العداء              | الفريق                    | الوقت         |               |
| --------------------- | ------------------- | ------------------------- | ------------- | ------------- |
| 1                     | راسموس تيلر         | أونو اكس برو سايكلنج تيم ‏ | 4 س 09 د 02 ث |               |
| 2                     | Stan Van Tricht ‏    | Soudal Quick-Step         | + 0 ث         |               |
| 3                     | Florian Vermeersch ‏ | Lotto Dstny               | + 0 ث         |               |
| 4                     | يفيس لامارت         | Soudal Quick-Step         | + 10 ث        |               |
| 5                     | سيمون كلارك         | Israel-Premier Tech       | + 10 ث        |               |
| 6                     | لويك فليجن          | Intermarché-Circus-Wanty  | + 19 ث        |               |
| 7                     | Søren Wærenskjold ‏  | أونو اكس برو سايكلنج تيم ‏ | + 26 ث        |               |
| 8                     | جينثي بيرمانز ‏      | اركيا سامسيك              | + 28 ث        |               |
| 9                     | توم فان أسبروك      | Israel-Premier Tech       | + 28 ث        |               |
| 10                    | Matyáš Kopecký ‏     | تيم نوفو نورديسك ‏         | + 28 ث        |               |
|                       |                     |                           |               |               |
| مصدر: ProCyclingStats |                     |                           |               |               |

## وصلات خارجية
- الموقع الرسمي
- لمحة عن سباق دوارس دور هيت هاجلاند 2023 على موقع  ProCyclingStats   (برو  سايكلنج  ستاتس) - إحصاءات  محترفي  الدراجات.
- دوارس دور هيت هاجلاند 2023 على موقع إحصائيات الدراجات الإحترافية (الإنجليزية)